# Fekunditet
Fekunditet betegner en arts biologiske evne til at få afkom. For mennesker betegner det altså evnen til at få børn. Fekunditet er således en arts potentielle forplantningskapacitet, f.eks. målt ved antallet af et hundyrs ægceller. Dermed står det i modsætning til den realiserede forplantning, som betegnes fertilitet.

## Fekunditet og frugtbarhed
Som synonym for fekunditet bruges sommetider frugtbarhed. Frugtbarhed er imidlertid et flertydigt ord, der endvidere bruges til dels at beskrive sandsynligheden for at opnå graviditet i løbet af en enkelt menstruationscyklus, hvilket også betegnes fekundabilitet, og dels hvor mange børn der bliver født pr. kvinde, altså fertilitet.

## Individuelle kvinders fekunditet
Anvendt om en enkelt kvinde betegner fekunditet den individuelle kvindes evne til at få børn. Her afhænger fekunditeten af, at kvinden skal have indre kønsorganer, der fungerer normalt, hun skal have ægløsning og kunne gennemføre et samleje.

## Etymologi
Fekunditet kommer fra det latinske ord fecunditas, der betyder "frugtbarhed".